# جزایر تنگیزی
جزایر تنگیزی (به قزاقی: Tengizi Islands) یک گروه از جزایر در قزاقستان است که در استان آق‌مولا واقع شده‌است.